# Santi Procolo e Nicea (Artemisia Gentileschi)
Santi Procolo e Nicea è un dipinto a olio su tela (300x180 cm) realizzato nel 1636-37 dalla pittrice italiana Artemisia Gentileschi. Dopo essere stato conservato nel museo nazionale di Capodimonte per circa cinquant'anni, è ritornato nella sua collocazione originaria a seguito della riapertura al culto della cattedrale di Pozzuoli nel 2014.

## L'opera
Il quadro, di notevoli dimensioni, fa parte di un gruppo di tre tele realizzate da Artemisia Gentileschi per il duomo di Pozzuoli tra il 1636 e il 1637. Così come le altre due opere, San Gennaro nell'anfiteatro di Pozzuoli e Adorazione dei Magi, il quadro fu commissionato dal vescovo Martín de León Cárdenas per il coro della cattedrale.
La tela rappresenta Procolo, diacono e martire del III secolo, insieme alla madre Nicea, che, secondo la tradizione, avrebbe ricevuto il martirio con lui. Entrambi i santi infatti reggono la palma del martirio. La scena di colloca in una sala dal pavimento geometrico, con un'architettura classica sullo sfondo, forse il tempio di Augusto su cui sarebbe poi sorta la stessa cattedrale.
Alcune inconsistenze stilistiche hanno portato i critici a pensare a una seconda mano: Mary Garrard ha notato le differenze nello stile del volto e nel vestito di Nicea, adducendo come spiegazione il fatto che Artemisia si sarebbe occupata solo della composizione, poi portata a compimento da un altro artista; Raymond Ward Bissell ha notato una somiglianza tra il volto di Nicea e quello di diverse sante dipinte da Massimo Stanzione, in particolare la Sant'Agnese in prigione a Capodimonte.